# Shin Chan: La invasió
Shin Chan: La invasió (títol original en japonès: クレヨンしんちゃん アクション仮面VSハイグレ魔王) és una pel·lícula japonesa d'animació del 1993 basada en el manga Shin-chan. Aquesta pel·lícula ha estat doblada al català.

## Rerefons
Shin Chan neix com a protagonista de còmic l'any 1990 de la mà de Yoshito Usui. Des de la seva introducció, l'èxit en vendes al Japó va ser tal que s'han publicat 35 volums del manga i sis volums recopilatoris. L'any 1991 es va començar a repoduir la sèrie al Japó, basada en les històries publicades en còmic. La sèrie consta ja de 491 episodis de 30 minuts i segueix encara en producció. El seu protagonista és un nen de cinc anys, que amb la seva peculiar actitud és capaç de desesperar a quants s'apropen a ell. Entre les seves obsessions s'inclou la sèrie de dibuixos de televisió Ultra Heroi.

## Argument
En una explosió en un episodi de la sèrie de l'Ultraheroi, algú pren la ultragemma, la font de tot el poder de l'Ultraheroi que ell mateix guardava al cinturó. En sentir-se feble l'Ultraheroi, l'ha de substituir un doble. Shin-chan es nota una mica estrany a l'episodi.
L'Ultraheroi ja no té poder per a combatre els invasors alienígenes, de manera que ha de buscar a algú per a recuperar la ultragema.
Entre els nens està de moda la col·lecció d'enganxines de l'Ultraheroi, que venen en les caixes de galetes Chocobi. Els adhesius amb nom cap-i-cua són difícils de trobar, sobretot el núm. 99, tan rar que l'anomenen "el crom fantasma". Quan en Shin-chan entra amb la seva mare en una botiga molt antiga que mai havien vist, compra una caixa en la qual ve precisament l'adhesiu núm. 99. És d'un color daurat i brilla molt.
És estiu i la família Nohara surt de viatge amb cotxe a la platja, però es produeix un embussament que desespera en Hiroshi, de manera que pren una drecera camp a través i arriba a una platja deserta presidida per una gran estàtua de l'Ultraheroi. La figura resulta ser un parc d'atraccions temàtic, però no hi ha ningú més que els Nohara. Aquests munten en el que creuen que és un simulador, però que, accionat per l'adhesiu 99, els transporta a una dimensió paral·lela, que és aparentment igual al món real. Allí, l'Ultraheroi existeix, però no pot plantar cara a un exèrcit d'alienígenes, que conspira amb vestir a tots els terrícoles amb vestits de bany de dona i fer-los cridar "Cuixa, cuixa, ensenya la cuixa!" mentre s'assenyalen les cames.

## Personatges

### Personatges que no surten en la sèrie convencional
- Reina Cuixana (ハイグレ魔王): Transvestit extraterrestre que vol dominar la Terra amb el seu exèrcit i el seu raig que vesteix als humans amb un vestit de bany de dona i els fa cridar "Pernils, pernils, mira quins pernils!".
- Baró del tanga (Tバック男爵): Seguidor de ハイグレ魔王. És un home barbut que vesteix un tanga.
- Exèrcit ventrepla: Tres noies alienígenes que duen vestit de bany i són seguidores de ハイグレ魔王. La seva missió és capturar en Shin-chan.
- Ririko (桜リリ子): És la Mimiko de la dimensió paral·lela.
- Professor Kitakasukabe (北春日部博士): És el que informa als Nohara del que ocorre en la dimensió paral·lela.

### Personatges de la sèrie
Per a més informació sobre els personatges en la sèrie, vegeu el llistat de personatges de la sèrie. Aquí només ve una petita descripció rellevant a la pel·lícula.
- Shin-chan: És el protagonista de la història i posseïdor del mític adhesiu 99.
- Kazama: Li encanta l'Ultraheroi i fa la col·lecció d'enganxines. Està molt informat de la raresa d'alguns adhesius, però es nega a admetre la seva afició davant dels seus amics per vanitat.
- Nené: Només col·lecciona els adhesius de Mimiko.
- Boo-chan: Té un àlbum d'adhesius, cosa que cap dels altres nens té.
- Masao Sato: És el que mostra un major entusiasme per la col·lecció d'enganxines.
- Nevat: Té un paper molt important a la pel·lícula.

Altres personatges: Ultraheroi, Mimiko, Hiroshi, Misae, Midori Yoshinaga, Ume Matsuzaka, el director.

## Emissió
Encara que aquesta pel·lícula va ser la primera de la sèrie a emetre's en els cinemes del Japó, al juliol de 1993, va ser la segona que es va comercialitzar a Espanya després de Shin-chan a la recerca de les boles perdudes. No es va projectar als cinemes espanyols, sinó que es va vendre directament en format DVD a principis de l'any 2004.